# Zabití
Zabití se obecně používá jako synonymum pro usmrcení jiného člověka nebo obecně živočicha. V českém trestním zákoníku (č. 40/2009 Sb.) se tím rozumí trestný čin podle § 141 druhého dílu hlavy první, ve zvláštní části. Jde o úmyslné usmrcení člověka, ale na rozdíl od vraždy je to způsobeno především silným rozrušením ze strachu, úleku, zmatku nebo jiného omluvitelného hnutí mysli.
Pachateli tohoto deliktu hrozí odnětí svobody na tři roky až deset let. V případě zabití více osob, těhotné ženy nebo dítěte mladšího 15 let se trestní sazba zvyšuje na pět až patnáct let. Nezabránění tomuto činu je také trestné (§ 368 odst. 1 TrZ), beztrestné je však neoznámení tohoto trestného činu (§ 368 odst. 1 TrZ). Skutková podstata trestného činu zabití je privilegovanou skutkovou podstatou k trestnému činu vraždy (§ 140 TrZ).
Odsouzení za trestný čin zabití se v České republice vyskytuje velice málo, za rok 2012 a 2013 šlo pouze o dva případy.

## Přesné znění § 141 českého trestního zákoníku
(1) Kdo jiného úmyslně usmrtí v silném rozrušení ze strachu, úleku, zmatku nebo jiného omluvitelného hnutí mysli anebo v důsledku předchozího zavrženíhodného jednání poškozeného, bude potrestán trestem odnětí svobody na tři léta až deset let.

(2) Odnětím svobody na pět až patnáct let bude pachatel potrestán, spáchá-li čin uvedený v odstavci 1
- na dvou nebo více osobách,
- na těhotné ženě, nebo
- na dítěti mladším patnácti let

## Vysvětlení pojmů
- Silné rozrušení je afektivní krátkodobý i dlouhodobý duševní stav, který vnitřně i navenek vykazuje značné emoční vzrušení či neklid. Takové chování ovlivňuje jeho další jednání a projevují se bez ohledu na další okolnosti. Na takovém rozrušení se podílí nervová labilita, duševní porucha pachatele či strach, úlek nebo zmatek. Například u strachu půjde o vystupňovanou obavu o svůj život nebo strach o ublížení na zdraví blízké osoby. Nelze však považovat obavy z krádeže majetku pachatele o dostatečné odůvodnění svého jednání. Jde o úmyslné jednání poškozeného, které je mimořádně zlé, zraňující, ponižující.[2]

- Rozrušení ze strachu, úleku nebo ze zmatku je duševní stav pachatele, který se projevuje jako zkratkovitá reakce bez konkrétní představy a lidově řečeno přemýšlení nad svými činy není čisté. Jednání v rozrušení musí být podloženo z vnějších omluvitelných důvodů, nelze požadovat nižší trest s odvoláním na negativní vlastnosti pachatele. Například nelze obhajovat pachatele, který byl rozhněván a pod vlivem alkoholu, konkrétně třeba v důsledku nadměrného hluku oslavujících osob.[6]

- Předchozí zavrženíhodné jednání poškozeného – tím je míněno předchozí fyzické napadení, fyzické nebo psychické týrání pachatele, provokace oběti apod. Mezi úmyslným usmrcením a zlým jednáním oběti musí být příčinná souvislost.[2]

## Další definice trestného činu zabití
Také v jiných zemích mají uzákoněn trestný čin zabití. Definice pojmu se však od českého znění trochu liší. Ve Švýcarsku je podle trestního zákona v článku 113 zabití vyhodnoceno pouze tehdy, když pachatel jednal v ospravedlnitelném silném hnutí mysli nebo pod silným duševním tlakem. Oproti českému znění je zde zdůrazněno i psychické a emoční napětí. V Polsku je tento trestný čin (trestný zákon 4/1997 článek. 148) definován pouze jako čin vykonán pod vlivem silného hnutí mysli omluvitelného okolnostmi. V Rakousku je podle trestním zákona § k76 pachatelem zabití, ten, kdo se nechal strhnout k usmrcení jiného v silném, obecně pochopitelném hnutí mysli.